# Улица Саксаганского (Чернигов)
Улица Саксаганского (укр. Вулиця Саксаганського) — улица в Новозаводском районе города Чернигова, исторически сложившаяся местность (район) Старая Подусовка. Пролегает от улицы Заньковецкой до улицы Теробороны (Гагарина).
Примыкают улицы Хмельницкого.

## История
Улица проложена в конце 1950-х годов.
В 1950-х годах улица получила современное название — в честь украинского советского актёра, Народного артиста СССР Панаса Карповича Саксаганского.

## Застройка
Улица пролегает в северном направлении параллельно улице Мечников и переулку Серикова. Парная и непарная стороны улицы заняты усадебной застройкой.